# 阿尔滕贝尔加
阿尔滕贝尔加是德国图林根州的一个市镇。总面积17.49平方公里，总人口744人，其中男性374人，女性370人（2011年12月31日），人口密度43人/平方公里。